# Glochidion tooviianum
Glochidion tooviianum är en emblikaväxtart som beskrevs av Jacques Florence. Glochidion tooviianum ingår i släktet Glochidion och familjen emblikaväxter. IUCN kategoriserar arten globalt som nära hotad. Inga underarter finns listade i Catalogue of Life.